# Зейдер, Николай Борисович
Николай Борисович Зейдер (29 марта 1901 — 11 июля 1967) — российский учёный-юрист, доктор юридических наук, профессор, один из основоположников науки гражданского процесса, основатель саратовской научной школы гражданского процесса, заведующий кафедрой гражданского процесса Саратовского юридического института имени Д. И. Курского (1942—1965).

## Биография
Николай Борисович Зейдер родился 29 марта 1901 года в г. Троицке (ныне — Челябинской области).
- 1923 год — окончил правовое отделение факультета общественных наук Саратовского государственного университета.
- С 1932 года — начал преподавательскую деятельность в Саратовском юридическом институте.
- 1940 год — защитил кандидатскую диссертацию на тему: «Основные вопросы учения об иске в советском гражданском процессе»[1].
- 1942—1965 годы — работа заведующим кафедрой гражданского права и процесса Саратовского юридического института имени Д. И. Курского.
- 1955 год — защитил докторскую диссертацию на тему: «Судебное решение в советском гражданском процессе»[1].

Умер 11 июля 1967 года в Саратове.
Н. Б. Зейдером подготовлен ряд кандидатов юридических наук, многие из которых впоследствии сами стали докторами наук.

## Награды и звания
- Медаль «За трудовое отличие» (15 сентября 1961)[3]

## Публикации

### Книги

Автограф Зейдера Н. Б. 1942

- Зейдер Н. Б. Судебное решение по гражданскому делу. — М.: Юридическая литература, 1966. — 190 с.
- Зейдер Н. Б. Гражданские процессуальные правоотношения. — Саратов: СГУ, 1965. — 72 с.
- Зейдер Н. Б., Зайцев И. М. Кассационные определения в советском гражданском процессуальном праве. — Саратов: Приволжское кн. изд-во, 1967. — 79 с.
- Зейдер Н. Б. Судебное заседание и судебное решение в советском гражданском процессе: учебное пособие. — 1959. — 99 с.

### Статьи
- Зейдер Н. Б. О проекте Основ гражданского судопроизводства Союза ССР и Союзных Республик // Советское государство и право. — 1961. — № 2. — С. 110—114
- Зейдер Н. Б. Предмет и система советского гражданского процессуального права // Правоведение. — 1962. — № 3. — С. 69-82
- Зейдер Н. Б. Некоторые вопросы участия общественности в защите прав граждан // Развитие прав граждан СССР и усиление их охраны на современном этапе коммунистического строительства. — Саратов, 1962. — С. 197—205
- Зейдер Н. Б Судебное решение в советском гражданском процессе: автореф. дис. … д-ра юрид. наук / Всесоюзный институт юридических наук Министерства юстиции СССР. — Москва, 1955. — 31 с.
- Зейдер Н. Б. Судебное решение и спорное право // Правоведение. — 1958. — № 2. — С. 79—90.

## Знаменитые ученики
- Викут, Маргарита Андреевна — доктор юридических наук, профессор.
- Зайцев, Игорь Михайлович — доктор юридических наук, профессор.
- Гукасян, Рафаэль Егишевич — доктор юридических наук, профессор.
- Арапов, Николай Трифонович — кандидат юридических наук, профессор.

### Биография
- Демидов А. И., Бичехвост А. Ф., Тяпугина Н. Ю., Маторина Е. И. Энциклопедия нашей жизни. — Саратов: СГАП, 2006. — С. 225—226. — 439 с. — 1500 экз. — ISBN 5792404275.
- Сырых В. М. Видные учёные-юристы России (вторая половина XX века): энциклопедический словарь биографий. — М.: РАП, 2006. — 548 с. — ISBN 5939160565.

### Критика
- Авдюков М. Г. «Зейдер Н. Б. Судебное заседание и судебное решение в советском гражданском процессе: учебное пособие. — Саратов, 1959. — 98 с.»: рецензия // Правоведение. — 1961. — № 3. — С. 178—180.